# Route nationale 1 (La Réunion)
Pour les articles homonymes, voir Route nationale 1.
La route nationale 1 est un axe routier majeur de l'île de La Réunion, département et région d'outre-mer français dans l'océan Indien. Elle relie Saint-Denis à Saint-Pierre en 82 kilomètres en passant par toutes les communes littorales de la côte ouest. Environ 60 000 véhicules circulent quotidiennement sur la route du Littoral, qui en constitue la partie nord.
Une modification de la route nationale 1 est en projet, au niveau de l'entrée ouest de Saint-Denis. Ce projet porté par la Région Réunion, la CINOR et la Ville de Saint-Denis fera l'objet d'un débat public au printemps 2020 pour permettre aux citoyens de s'informer et donner leurs avis sur la requalification de la route. 
Depuis 2013, des modifications ont eu lieu à l'ouest de Saint Denis, et les travaux ont été terminés en 2023. Elle a été mise à péage et a été réputée la route "la plus chère du monde". 